# 纳马吉里佩泰
纳马吉里佩泰（Namagiripettai），是印度泰米尔纳德邦Namakkal县的一个城镇。总人口21447（2001年）。

## 人口
该地2001年总人口21447人，其中男性10908人，女性10539人；0—6岁人口2099人，其中男1129人，女970人；识字率59.10%，其中男性为67.13%，女性为50.79%。